# Badis

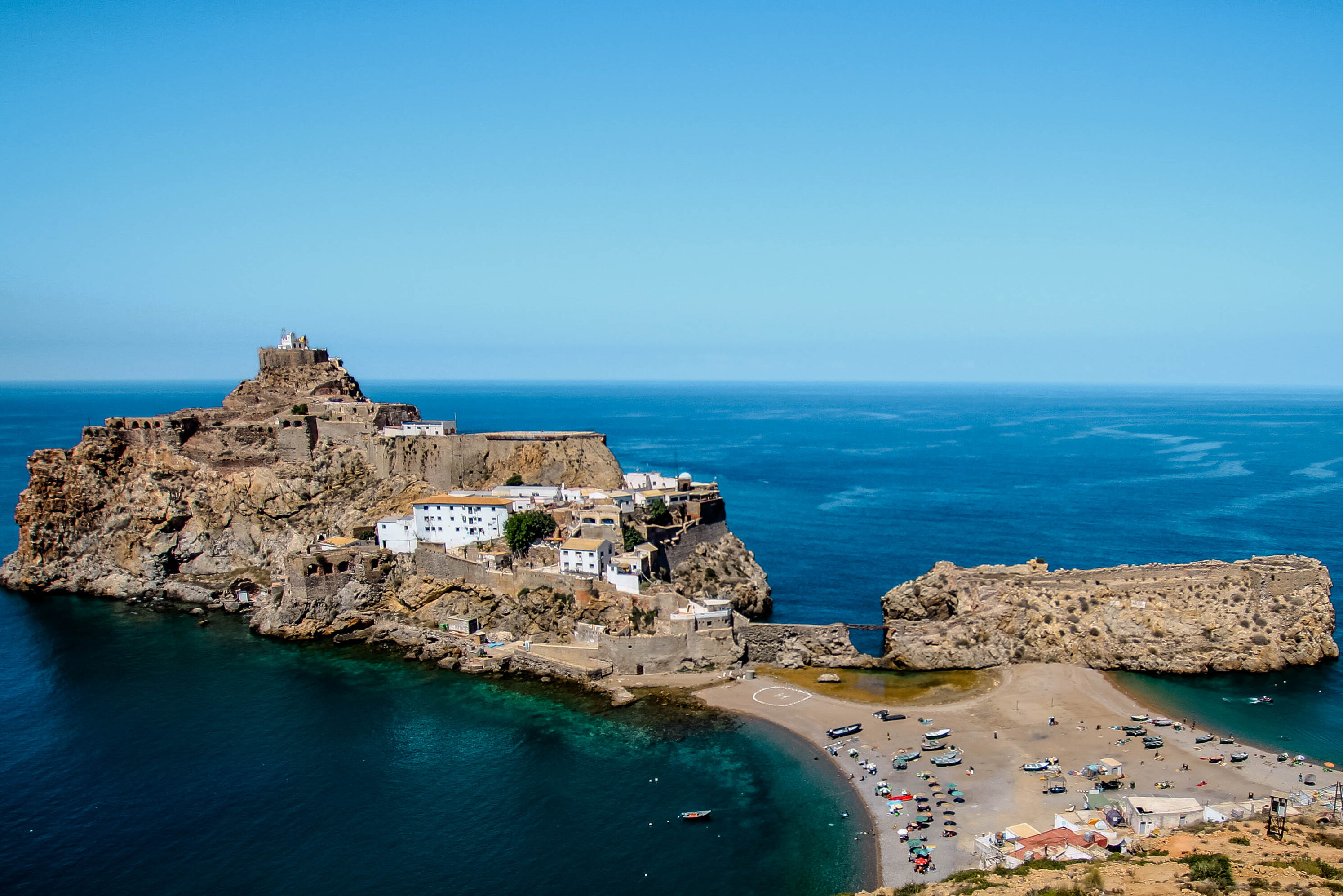
Peñón de Vélez de la Gomera und einer der Strände von Badis

Badis war eine Hafenstadt im Norden Marokkos zwischen Ceuta und Melilla und diente bis ins 16. Jahrhundert als Hafen für Fès. Heute existiert nur noch ein kleines Fischerdorf, das für seinen Badestrand bekannt ist. Der antike Name war Parientina, später war auch Badès oder Belis in Gebrauch.

## Geschichte
Badis war vom 8. Jahrhundert bis zur Eroberung durch die Fatimiden im Jahr 1019 Bestandteil des Emirats Noukour. Doch schon bald darauf mussten die Fatimiden ihre Macht an die marokkanische Dynastie der Almoraviden (1046–1147) abgeben.
Badis war im 13. und 14. Jahrhundert ein geschäftiger Hafenort für den Handel mit dem Emirat von Granada, stagnierte aber durch die Reconquista. Auch nach der Eroberung Ceutas durch die Portugiesen 1418 bis zum Fall von Granada (1492) florierte die Stadt wieder. Als Leo Africanus sie besuchte, fand er sechshundert Häuser mit rund 3000 Bewohnern vor.
Seit dem ausgehenden 15. und im frühen 16. Jahrhundert war die Stadt zeitweise ein Stützpunkt der nordafrikanischen Piraten und wurde deshalb im Jahr 1508 von spanischen Truppen eingenommen. Diese verloren die Kontrolle jedoch schnell wieder an die Osmanen. Im Jahr 1549 wurde die Stadt gemeinsam mit Fès durch die Saadier erobert.

## Sonstiges
Der Fels vor der Küste, inzwischen eine Halbinsel namens Peñón de Vélez de la Gomera, ist bis heute eine spanische Exklave.